# Albert (Suchmaschine)
Albert  (Eigenschreibweise ALBERT) ist ein Discovery-Service und eine Eigenentwicklung des Kooperativen Bibliotheksverbundes Berlin-Brandenburg (KOBV), auf der auch das KOBV-Portal basiert. Die Entwicklung erfolgte in Kooperation mit der Bibliothek des Wissenschaftspark Albert Einstein in Potsdam.  Albert basiert auf einem Konzept der Bibliothek des GFZ Helmholtz-Zentrums für Geoforschung in Potsdam, dem Entwicklungs- und Pilotanwender.

## Aufgabenbereich
Albert hat einen Schwerpunkt auf (elektronische) Zeitschriften. Die KOBV-Zentrale übernimmt den Betrieb und Pflege eines Servers, stellt die Software in einer konsortialen Umgebung bereit und kümmert sich um die bibliotheksspezifische Grundkonfiguration. Bibliotheken wiederum stellen Daten und Schnittstellen für die Indexierung und Anzeige in Albert verfügbar. Für die Bibliotheken entstehen Synergien durch Nachnutzung von Datenpaketen (z. B. nationallizensierte Zeitschriftenpakete).

## Zielgruppe
Der Hosting-Service steht grundsätzlich bundesweit allen Bibliotheken offen. Die Teilnahme setzt keine Mitgliedschaft im KOBV voraus.

## Referenzen
Die KOBV-Zentrale betreibt im Rahmen ihres Konsortialmodells Discovery-Lösungen für folgende Einrichtungen:
- ALBERT (All Library Books, Journals and Electronic Records Telegrafenberg) der Bibliothek des Albert Einstein Wissenschaftsparks (GFZ, PIK, AWI, IASS), Potsdam
- CaRLO (Cancer Research Library Online) der Zentralbibliothek des Deutschen Krebsforschungszentrums (DKFZ), Heidelberg
- EVIFA (FID-Suchmaschine für Sozial- und Kulturanthropologie) der Humboldt-Universität zu Berlin, Berlin
- GLORIA (GEOMAR Library Ocean Research Information Access) der Bibliothek des GEOMAR Helmholtz-Zentrum für Ozeanforschung, Kiel
- ILSE (IPN Library Search Engine) der Bibliothek des IPN – Leibniz-Institut für die Pädagogik der Naturwissenschaften und Mathematik, Kiel
- JUDAICA-PORTAL des Selma Stern Zentrums für Jüdische Studien Berlin-Brandenburg (ZJS), Berlin und der Universitätsbibliothek Potsdam, Berlin/Potsdam
- WILBERT (Wildauer Bücher+E-Medien Recherche-Tool) der Hochschulbibliothek der Technischen Hochschule Wildau